# Джон Резнік
Джон Джозеф Теодор Резнік (англ. John Rzeznik; нар. 5 грудня 1965, Баффало, Нью-Йорк, США) — американський співак і автор пісень, найбільш відомий як засновник, гітарист і фронтмен американської рок-групи Goo Goo Dolls, з якою він записав 14 студійних альбомів.

## Раннє життя
Резнік народився в Баффало, штат Нью-Йорк, був наймолодшим із п'яти дітей і єдиним сином Едіт (уродженої Померой) і Джо Резніка, власника бару та поштового службовця. Обоє батьків Резніка були музикантами, грали на кларнеті та флейті. Резнік мав суворе католицьке виховання в польському районі Іст-Сайду, де проживав робітничий клас Баффало, і відвідував гімназію Корпус-Крісті. Дідусь і бабуся Резніка по батьковій лінії народилися в Польщі. Оригінальна вимова його прізвища Rzeźnik — «Жезнік», польською «різник».
Батько Резніка помер у віці 53 років 2 лютого 1981 року від діабетичної коми, коли Резніку було 15 років. 26 жовтня 1982 року його мати померла у віці 51 року від раптового серцевого нападу у сімейній вітальні. Втративши обох батьків, він виховувався чотирма старшими сестрами, Філліс, Френ, Гледіс і Кейт, за допомогою їх двоюрідного брата Джона Гульяса. Він оплачував власну квартиру за допомогою чеків соціального страхування. Саме в цей період і під час навчання в середній професійній школі Мак-Кінлі Резнік почав грати на гітарі. Він ненадовго відвідував державного коледжу Баффало, кинувши його після першого курсу.

## Кар'єра

### Goo Goo Dolls
У 1985 році Резнік, разом з Роббі Такачем, створив групу, яка стала Goo Goo Dolls. Раніше Резнік був у групі з двоюрідним братом Такача під назвою «The Beaumonts».
На початках Goo Goo Dolls невпинно виступав на концертах, а Такач був фронтменом (Резнік поступово ставав фронтменом протягом кількох наступних альбомів, оскільки кожен новий альбом містив більше пісень, виконаних Джоном, ніж попередній). Незабаром їх помітив невеликий звукозаписний лейбл «Celluloid». З Celluloid вони випустили свій перший однойменний альбом із бюджетом у 750 доларів (пізніше перевидання буде називатися «First Release»). Це привернуло увагу більшого звукозаписного лейбла «Metal Blade», який випустив кілька наступних альбомів.
Протягом наступних кількох років група гастролювала та працювала над новим матеріалом. Гурт отримав ранній успіх із синглом «Name», а також був представлений у фільмі «Фредді мертвий. Останній кошмар» з піснею «I'm Awake Now». Повертаючись до їхнього альбому «Dizzy Up the Girl»: сингл «Iris» став успішним у критиків багато в чому завдяки виходу фільму «Місто янголів» і тому, що він став музичним кліпом до фільму.

### Інша діяльність
Після альбому «Gutterflower» Резнік написав «Always Know Where You Are» і «I'm Still Here» для фільму Disney «Планета скарбів», які також були випущені як сингл незалежно від групи.
Разом із Раяном Кабрерою він продюсував альбом останнього «Take It All Away» 2004 року, головним продюсером якого був саме Резнік.
З жовтня по грудень 2007 року Резнік, разом із Шейлою Е. і суддею та менеджером по маркетингу проекту «Australian Idol» Ієном Діксоном, був суддею на шоу телемережі Fox «The Next Great American Band».
19 червня 2008 року Резнік був включений до «Зали слави піснярів» і був нагороджений премією «Зоряне світло» Хела Девіда.
24 березня 2014 року «Cash Cash» випустили свій новий сингл «Lightning». У синглі був вокал Резніка, слова до якого гурт написав разом із ним.
29 листопада 2020 року він взяв участь у віртуальному зборі коштів для боротьби з голодом і зібрав кошти для громадського продовольчого банку Нью-Джерсі.

## Музичний стиль

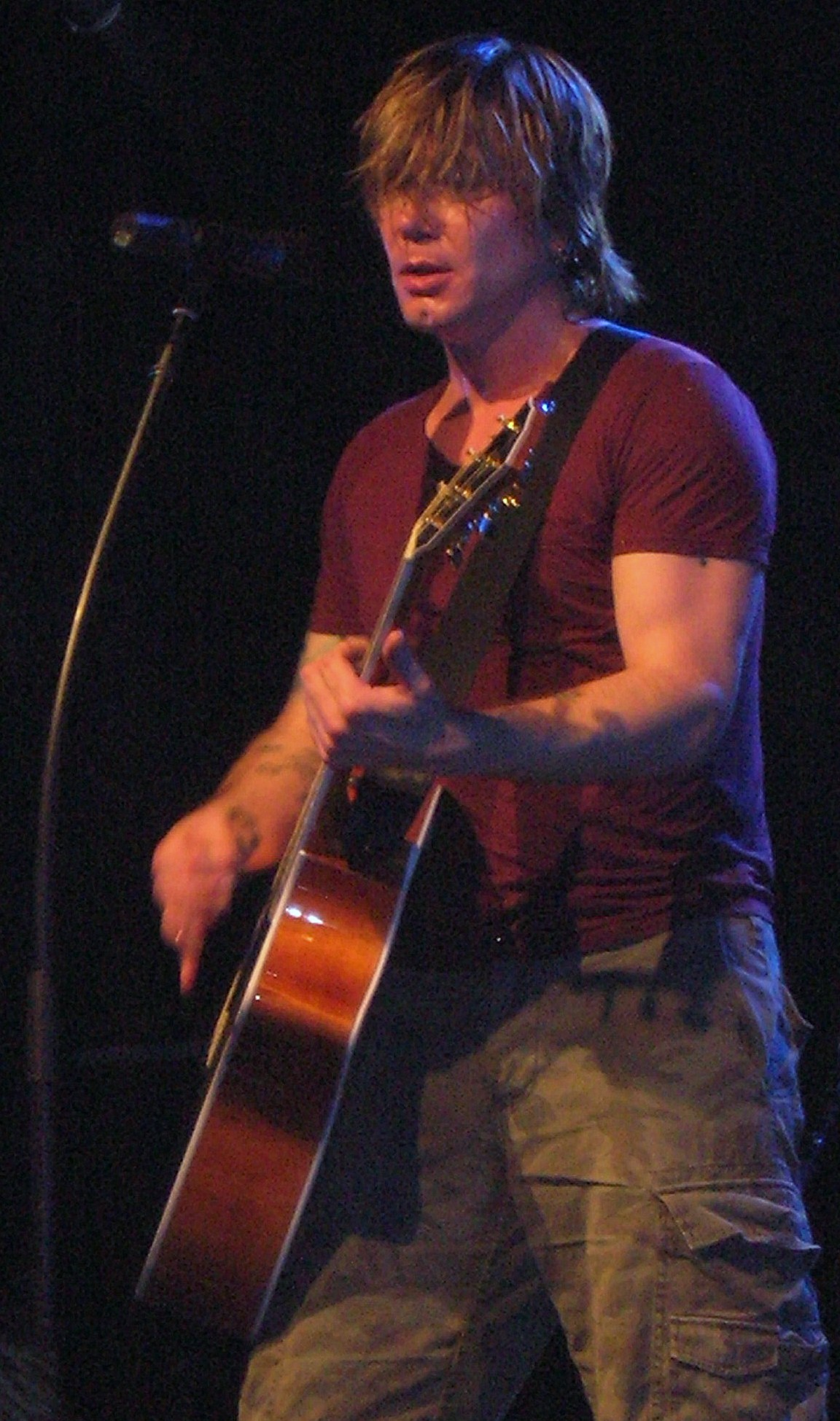
Резнік у 2006

### Впливи
Більшість музики, яку Резнік слухав у дитинстві, була під впливом його сестер і складалася з класичного року, такого як «The Rolling Stones» і «The Kinks». Молодша з його чотирьох старших сестер перейшла до панк-музики, і Резнік зацікавився такими групами, як «Ramones» і «The Clash». Резнік приписує свій дар мелодійності слуханню таких гуртів, як «Kiss», «Cheap Trick», «The Cure» і «Rush» на початку 1980-х. Резнік також зазначає Пола Вестерберга як «очевидний вплив» на його музику. Вестерберг був співавтором пісні Goo Goo Dolls «We Are the Normal» 1993 року, разом із Резніком, який згадував про цей досвід, заявивши: «Для деяких людей Кіт Річардс є їхнім героєм. Я так відчуваю Вестерберга. Кіт Річардс повинен зробити своє з Чаком Беррі, і я мав зробити це з Вестербергом. Для мене це було дивовижно».
Резнік заявив, що його омріяною співпрацею є дует зі співачкою/автором пісень Грейс ВандерВал.

### Пісенна творчість
Резнік вважає, що написання музики — це не просто акт натхнення, але й те, що написання музики — це «дев'яносто дев'ять відсотків поту». Він каже, що, пишучи пісню, він часто «крутить стрічку та накручує щось», а його пісні часто є як біографічними, так і автобіографічними. За словами Резніка, перед написанням пісні «Iris» він був на межі того, щоб покинути гурт, оскільки він писав пісні останні дев'ять років, і це не приносило їм успіху. Однак до Резніка звернулися для написання саундтреку до фільму «Місто янголів», і, після перегляду фільму, Резнік написав пісню, яка змінила долю гурту.

### Гітарні настройки
Резнік відомий тим, що використовує альтернативні налаштування гітари у своїх піснях. Він сказав, що він «по суті, сидів там уночі й просто починав налаштовувати струни моєї гітари вгору та вниз, доки щось не звучатиме дійсно круто». Наприклад, «Iris» грається з гітарою, налаштованою на BDDDDD.

## Обладнання
Після того, як обладнання Goo Goo Dolls було викрадено з фургона в Нью-Йорку (включно з підсилювачем Резніка Marshall JCM800 і його єдиною гітарою на той час) після запису їхнього альбому 1989 року «Jed», компанія ESP виготовила для Резніка на замовлення жовту гітару у стилі Stratocaster (пізніше отримала прізвисько «Boing»). Тепер, втративши підсилювача, Резнік позичив майже ідентичний Marshall JCM800 у спільного друга групи, Чарльза Рута. Потім цей підсилювач використовувався для запису «Hold Me Up» і «Superstar Car Wash». З кінця 1990-х Резнік використовував електрогітари Fender. Він використовував багато варіацій, таких як Stratocaster, Telecaster, Jaguar і «Halfcaster» (розрізаний навпіл «Stratocaster»). Він також використовував акустичні гітари Guild у турах «Dizzy Up the Girl» і «Gutterflower». Резнік зазначив в інтерв'ю 2003 року, що «незалежно від того, яка у мене гітара, здається, що будь-що зі струнами створює музику для моїх вух»[недоступне посилання з 01.11.2021].

## Особисте життя
Резнік зустрів колишню модель Лорі Фаріначчі в 1990 році, одружився з нею в 1993 році, але розлучився в 2003 році; у них не було дітей. Він почав зустрічатися з Меліною Галло в 2005 році і одружився з нею в Малібу, штат Каліфорнія, 26 липня 2013 року. 22 грудня 2016 року у них з Галло народилася перша дитина — донька Ліліана. Резнік і його сім'я проживають у Вестфілді, Нью-Джерсі.
Резнік — алкоголік, який одужує. В інтерв'ю 2018 року він повідомив, що був тверезим майже чотири роки.

## Дискографія
- Goo Goo Dolls[en] (1986), Celluloid Records[en] пізніше перевиданий як First Release (1987), Metal Blade Records
- Jed[en]Jed (1989), Metal Blade Records
- Hold Me Up[en] (1990), Metal Blade Records
- Superstar Car Wash[en] (1993), Warner Bros. Records
- A Boy Named Goo[en] (1995), Warner Bros. Records
- Dizzy Up the Girl[en] (1998), Warner Bros. Records
- Gutterflower[en] (2002), Warner Bros. Records
- Let Love In[en] (2006), Warner Bros. Records
- Something for the Rest of Us[en] (2010), Warner Bros. Records
- Magnetic[en] (2013), Warner Bros. Records
- Boxes[en] (2016), Warner Bros. Records
- Miracle Pill[en] (2019)
- It's Christmas All Over[en] (2020)
- Chaos in Bloom[en] (2022)

### Сольні сингли
| Назва                          | Рік  | Позиції в чарті | Позиції в чарті | Позиції в чарті | Альбом                         |
| Назва                          | Рік  | US Pop          | US Adult        | AUS             | Альбом                         |
| ------------------------------ | ---- | --------------- | --------------- | --------------- | ------------------------------ |
| «I'm Still Here (Jim's Theme)» | 2002 | 38              | 10              | 68              | саундтрек до «Планети скарбів» |

### Колаборації/індивідуальна дискографія
- Limp Bizkit і Джон Резнік — «Wish You Were Here» — America: A Tribute to Heroes[en] (2001)
- «Always Know Where You Are»[27] — «Планета скарбів» (2002)
- «Once in a Lifetime» — інтро до «Доброго ранку, Маямі[en]» theme (2002)
- «For Your Love[en]» — з The Yardbirds — Birdland[en] (2003)
- «All I Want is You» — Les Paul & Friends: American Made World Played (2005)
- «Men of War» — зі Стівом Морсом і Майклом Лі Джексоном[en] (оригінальна версія з альбому Gillan[en], «Double Trouble»[en]) — Gillan's Inn[en] (2006)
- «Lightning» — з Cash Cash[en] (2014)

## External links
- Офіційний сайт Goo Goo Dolls
- Інтерв'ю з Goo Goo Dolls
- Джон Резнік на сайті IMDb (англ.)